# Willpower
#willpower ist das vierte Studioalbum des US-amerikanischen Rappers und Musikproduzent will.i.am.

## Entstehung und Veröffentlichung
Die Erstveröffentlichung von #willpower erfolgte am 19. April 2013 bei Interscope Records. Das Album erschien in seiner Originalausführung als CD (Katalognummer: 602537320417) und Download mit 18 Titeln. In Japan erschien eine Version, die zwei Remixe als Bonustitel beinhaltete (Katalognummer: UICS-9136/7). Das Album wurde am 26. November 2013 neu veröffentlicht und enthielt nun anstelle des Liedes Let’s Go den Titel Feelin’ Myself mit Miley Cyrus, Wiz Khalifa und French Montana (Katalognummer: B0019930-02).
Der Arbeitstitel des Albums betrug zunächst Black Einstein. Geschrieben und produziert wurden die Lieder vom Interpreten selbst, zusammen mit verschiedenen, wechselnden Autoren und Produzenten, darunter namhafte Musiker wie Afrojack, Maejor Ali, Steve Angello, Benny Blanco, Cirkut, Hit-Boy, Sebastian Ingrosso, Lazy Jay oder auch Dr. Luke.
Während der Produktion des Albums The Beginning der Black Eyed Peas wurde unter Berufung auf ein Interview mit Fergie gemeldet, Black-Eyed-Peas-Frontmann will.i.am würde bald ein Soloalbum veröffentlichen. Ursprünglich sollte es bereits Ende 2011 veröffentlicht werden. will.i.am sprach in Interviews oft von Kollaborationen mit Shakira, LMFAO, Busta Rhymes oder Swedish House Mafia, die auf dem Album enthalten sein sollen. Will.i.am gab bekannt, dass er für das Album mit Künstlern wie Britney Spears, Jennifer Lopez, Cheryl Cole, Nicole Scherzinger, David Guetta, Kesha, Alicia Keys, Rihanna, LMFAO, Eva Simons, Chris Brown, Mick Jagger, Busta Rhymes, Miley Cyrus, Demi Lovato, Justin Bieber und Ne-Yo zusammengearbeitet habe.

## Titelliste
| #  | Titel                  | Gastmusiker                              | Länge |
| -- | ---------------------- | ---------------------------------------- | ----- |
| 1  | Good Morning           |                                          | 1:44  |
| 2  | Hello                  |                                          | 4:45  |
| 3  | This Is Love           | Eva Simons                               | 4:39  |
| 4  | Scream & Shout         | Britney Spears                           | 4:42  |
| 5  | Let’s Go               | Chris Brown                              | 5:34  |
| 5  | Feelin’ Myself         | French Montana, Miley Cyrus, Wiz Khalifa | 4:13  |
| 6  | Gettin’ Dumb           | apl.de.ap, 2NE1                          | 5:13  |
| 7  | Geekin’                |                                          | 3:34  |
| 8  | Freshy                 | Juicy J                                  | 4:06  |
| 9  | #thatPOWER             | Justin Bieber                            | 4:39  |
| 10 | Great Times Are Coming |                                          | 4:36  |
| 11 | The World Is Crazy     | Dante Santiago                           | 3:59  |
| 12 | Fall Down              | Miley Cyrus                              | 5:07  |
| 13 | Love Bullets           | Skylar Grey                              | 4:11  |
| 14 | Far Away from Home     | Nicole Scherzinger                       | 3:54  |
| 15 | Ghetto Ghetto          | Baby Kaely                               | 3:52  |

| #  | Titel               | Gastmusiker | Länge |
| -- | ------------------- | ----------- | ----- |
| 16 | Reach for the Stars |             | 4:21  |
| 17 | Smile Mona Lisa     |             | 3:36  |
| 18 | Bang Bang           |             | 4:38  |

| #  | Titel                          | Gastmusiker                                                      | Länge |
| -- | ------------------------------ | ---------------------------------------------------------------- | ----- |
| 19 | Scream & Shout (Hit-Boy Remix) | Britney Spears, Hit-Boy, Waka Flocka Flame, Lil Wayne & P. Diddy | 4:21  |
| 20 | #thatPOWER (Trap Remix)        | Justin Bieber                                                    | 3:36  |
| 21 | Bang Bang (Remix)              |                                                                  | 4:39  |

## Singleauskopplungen
Die Single T.H.E. (The Hardest Ever), welche am 20. November 2011 auf iTunes veröffentlicht wurde, nachdem er bei den American Music Awards vorgestellt wurde, erschien am 3. Januar 2012 in Deutschland. Er entstand während der Aufnahmen zu #willpower und war als erste Single aus dem Album veröffentlicht, kam aber letztlich nicht auf das Album. Das Lied wurde von Audiobot, Dallas Austin, Kenny Oliver und will.i.am selbst produziert.
Great Times, dessen Remix Great Times Are Coming auf das Album kam, wurde im November 2011 in Brasilien als Single veröffentlicht.
Die Single This Is Love (feat. Eva Simons) war als zweite Single vorgesehen und wurde dann die erste, die faktisch aus dem Album erschien. Sie war ab Juni 2012 erhältlich.
Singes in den Charts

| Jahr | Titel          | Höchstplatzierung, Gesamtwochen, AuszeichnungChartplatzierungen (Jahr, Titel, , Platzierungen, Wochen, Auszeichnungen, Anmerkungen) | Höchstplatzierung, Gesamtwochen, AuszeichnungChartplatzierungen (Jahr, Titel, , Platzierungen, Wochen, Auszeichnungen, Anmerkungen) | Höchstplatzierung, Gesamtwochen, AuszeichnungChartplatzierungen (Jahr, Titel, , Platzierungen, Wochen, Auszeichnungen, Anmerkungen) | Höchstplatzierung, Gesamtwochen, AuszeichnungChartplatzierungen (Jahr, Titel, , Platzierungen, Wochen, Auszeichnungen, Anmerkungen) | Höchstplatzierung, Gesamtwochen, AuszeichnungChartplatzierungen (Jahr, Titel, , Platzierungen, Wochen, Auszeichnungen, Anmerkungen) | Anmerkungen                                                                                         |
| Jahr | Titel          | DE | AT | CH | UK | US | Anmerkungen                                                                                         |
| ---- | -------------- | --- | --- | --- | --- | --- | --------------------------------------------------------------------------------------------------- |
| 2012 | This Is Love   | DE54 (8 Wo.)DE | AT15 (14 Wo.)AT | CH8 Gold · (19 Wo.)CH | UK1 Gold · (16 Wo.)UK | — | Erstveröffentlichung: 1. Juni 2012 feat. Eva Simons                                                 |
| 2012 | Scream & Shout | DE1 ×4Vierfachplatin · (51 Wo.)DE                                                                                                   | AT1 Platin · (40 Wo.)AT | CH1 ×2Doppelplatin · (43 Wo.)CH | UK1 ×2Doppelplatin · (35 Wo.)UK | US3 ×3Dreifachplatin · (24 Wo.)US                                                                                                   | Erstveröffentlichung: 20. November 2012 Verkäufe: 8.100.000; feat. Britney Spears                   |
| 2013 | #thatPOWER     | DE7 Gold · (21 Wo.)DE | AT13 (17 Wo.)AT | CH23 (17 Wo.)CH | UK2 Gold · (14 Wo.)UK | US17 (16 Wo.)US | Erstveröffentlichung: 18. März 2013 feat. Justin Bieber                                             |
| 2013 | Fall Down      | DE48 (13 Wo.)DE | AT45 (2 Wo.)AT | CH59 (1 Wo.)CH | UK34 (2 Wo.)UK | US58 (1 Wo.)US | Erstveröffentlichung: 16. April 2013 feat. Miley Cyrus                                              |
| 2013 | Bang Bang      | — | — | — | UK3 Platin · (25 Wo.)UK | — | Erstveröffentlichung: 26. Juni 2013                                                                 |
| 2013 | Feelin’ Myself | DE55 (11 Wo.)DE | — | — | UK2 Platin · (17 Wo.)UK | US96 (2 Wo.)US | Erstveröffentlichung: 26. November 2013 feat. Miley Cyrus, French Montana, Wiz Khalifa & DJ Mustard |

## Rezeption
Die Kritik von Sven Kabelitz vom deutschen Musikportal laut.de fällt vernichtend aus, und in seiner Rezensionen finden sich zahlreiche negative Superlative: „Dieser Labbeduddel von den Black Eyed Peas schießt mit ‚#willpower‘ den musikalischen Vogel ab.“, „Zopfiger geht es nicht mehr.“ oder „‚#willpower‘ dürfte ohne weiteres als eine der miserabelsten Veröffentlichungen ever durchgehen.“ Massiv bemängelt werden die Songtexte, die Arrangements, das Cover und gar die undefinierten Bässe. Selbst die zahlreichen Gastmusiker bezeichnet Kabelitz als „eine beachtliche Schar musikalischer Analphabeten.“
Auch Fred Thomas vom amerikanischen Musikportal Allmusic kritisiert das Album heftig. Er bezeichnet die Texte als „mindless lyrical clichés“ (seelenlose Textklischees) und unterstellt dem Interpreten, nicht viel Herz in das Album gesteckt zu haben („his heart isn’t in it throughout the record“).

## Kommerzieller Erfolg

### Chartplatzierungen
| ChartsChartplatzierungen       | Höchstplatzierung | Wochen |
| ------------------------------ | ----------------- | ------ |
| Deutschland (GfK)              | 11 (7 Wo.)        | 7      |
| Österreich (Ö3)                | 15 (6 Wo.)        | 6      |
| Schweiz (IFPI)                 | 10 (13 Wo.)       | 13     |
| Vereinigte Staaten (Billboard) | 9 (7 Wo.)         | 7      |
| Vereinigtes Königreich (OCC)   | 3 (19 Wo.)        | 19     |

### Auszeichnungen für Musikverkäufe
| Land/Region                  | Auszeichnungen für Musikverkäufe (Land/Region, Auszeichnung, Verkäufe) | Verkäufe |
| ---------------------------- | ---------------------------------------------------------------------- | -------- |
| Brasilien (PMB)              | Gold                                                                   | 20.000   |
| Frankreich (SNEP)            | Gold                                                                   | 50.000   |
| Kolumbien (ASINCOL)          | Gold                                                                   | 5.000    |
| Mexiko (AMPROFON)            | Gold                                                                   | 30.000   |
| Neuseeland (RMNZ)            | 2× Platin                                                              | 30.000   |
| Österreich (IFPI)            | Gold                                                                   | 7.500    |
| Schweden (IFPI)              | Gold                                                                   | 20.000   |
| Vereinigtes Königreich (BPI) | Gold                                                                   | 100.000  |
| Insgesamt                    | 7× Gold · 2× Platin ·                                                  | 262.500  |

Hauptartikel: Will.i.am/Auszeichnungen für Musikverkäufe